# The Spectrum Between
The Spectrum Between es el cuarto álbum de estudio de David Grubbs, lanzado el 10 de julio de 2000 por Drag City.

## Lista de canciones
Todas las canciones escritas y compuestas por David Grubbs. 
| N.º | Título                   | Duración |  |
| 1.  | «Seagull and Eagull»     | 2:20     |  |
| 2.  | «Whirlweek»              | 4:35     |  |
| 3.  | «Stanwell Perpetual»     | 3:29     |  |
| 4.  | «Gloriette»              | 6:02     |  |
| 5.  | «A Shiver in the Timber» | 3:34     |  |
| 6.  | «Show Me Who to Love»    | 4:10     |  |
| 7.  | «Pink Rambler»           | 3:59     |  |
| 8.  | «Preface»                | 4:18     |  |
| 9.  | «Two Shades of Green»    | 3:34     |  |